# Шаделебен
Шаделебен (нем. Schadeleben) — посёлок в Германии, в земле Саксония-Анхальт, входит в район Зальцланд в составе городского округа Зеланд.
Население составляет 717 человек (на 31 декабря 2007 года). Занимает площадь 16,98 км².

## История
Первое упоминание о поселении относится к 1223 году.
15 июля 2009 года, после проведенных реформ, был образован городской округ Зеланд, а поселения: Нахтерштедт, Фридрихсауэ, Фрозе, Хойм, Шаделебен вошли в его состав в качестве районов.

## Галерея

Шаделебен на карте городского округа
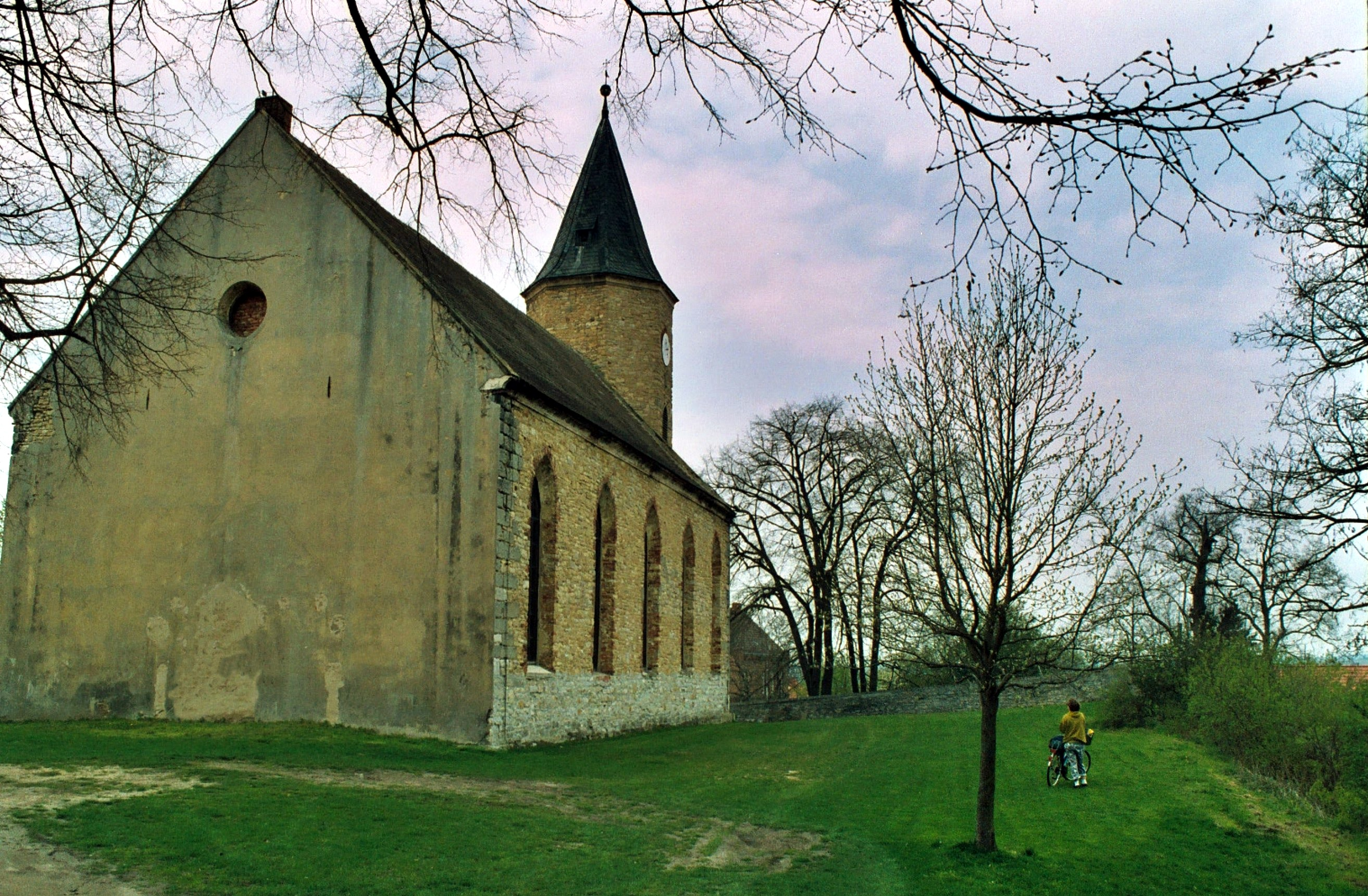
Церковь в Шаделебене
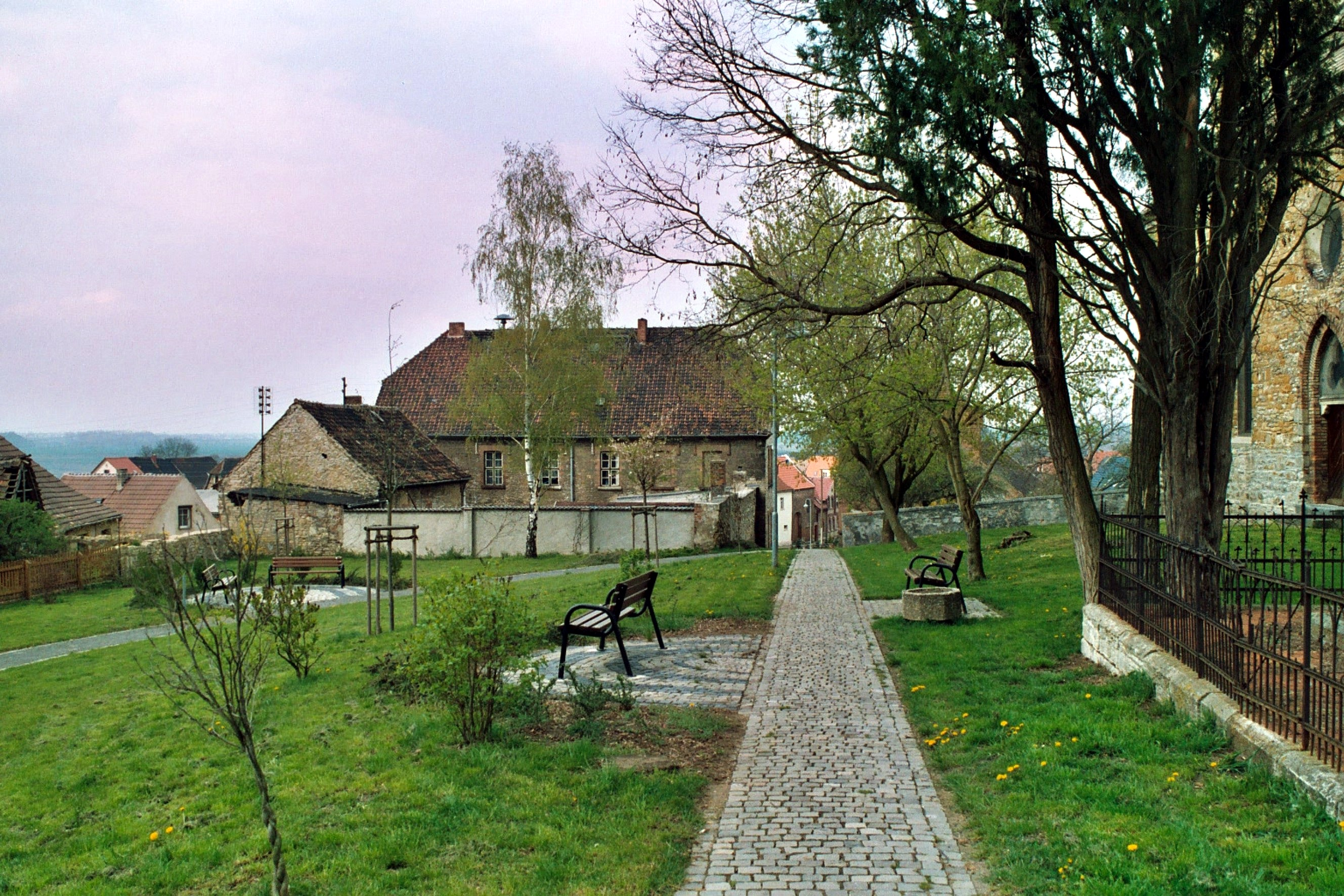
Парк возле церкви